# حيمرانة
الحيمرانة أو نظيرة الحيمورة أو الرودلفيس (الاسم العلمي:Rhodelphis) هي صانعات عتيقة وحيدة الخلية تعيش في البيئات المائية وهي المجموعة الشقيقة للطحالب الحمراء وربما الحيوانات البيكوية. في حين أن الطحالب الحمراء لا تحتوي على مراحل سوطية وتكون بشكل عام ذاتية التغذي الضوئي، فإن الحيمرانة هي مفترس ذو سوائط يحتوي على صانعة غير ضوئية. هذه المجموعة مهمة لفهم تطور الصانعات لأنها توفر نظرة ثاقبة على التشكل والكيمياء الحيوية للصانعات الأولية المبكرة. تحتوي الحيمرانة على بقايا صانعة غير قادرة على التمثيل الضوئي، ولكنها قد تلعب دورًا في المسارات الكيميائية الحيوية في الخلية مثل تركيب الهيم وتعنقد الحديد والكبريت. لا تحتوي الصانعة على جينوم، لكن الجينات تستهدفه من النواة. الحيمرانة بيضاوية الشكل مع نهاية أمامية مدببة تحمل سوطين عموديين.

## التاريخ
تم وصف الحيمرانة بواسطة غاوريلوك وآخرون (Gawryluk et al.) في عام 2019 جنبًا إلى جنب مع أنواع الحيمرانة البحرية والحيمرانة العُذوبية والتي تم جمعها لأول مرة في عامي 2015 و2016 على التوالي.

## الموطن والبيئة
على الرغم من أن الحيمرانة تحتوي فقط على نوعين معروفين ، فقد تم عزل كلاهما من موائل مائية مختلفة جدًا. تم العثور على الحيمرانة البحرية في فيتنام تعيش في الرمال المرجانية ذات المياه الضحلة قبالة ساحل جزيرة باي كنه (Bay Canh) الصغيرة. بينما تم العثور على النوع الآخر، الحيمرانة العُذوبية، في عينة من المياه العذبة من بحيرة تروبين في أوكرانيا، تعيش بين الحطام. الحيمرانة هي حيوان مفترس غيري التغذية تتغذى على البكتيريا والسوطيات الصغيرة، ولكن لا يُعرف الكثير عن دوره في النظم البيئية المائية.

## الأهمية
الحيمرانة هي جزء من الصانعات العتيقة، وهي المجموعة التي تشترك في سلف مشترك كان قادرًا على الحصول على صانعة أولية. نظرًا لوجود عدد قليل من العوامل الوسيطة للأحداث التكافلية الأولية، فقد يكون اكتشاف الحيمرانة قادرًا على توفير نظرة ثاقبة لنوع الكائنات الحية التي ربما تكون أول من حصل عل الصانعات، أي سلف جميع الصانعات العتيقة. بالإضافة إلى ذلك، فإنه يوضح بعض الخطوات التي تم اتخاذها في وقت مبكر في تطور الصانعات مثل استهداف البروتين والانتقال من البلعمة إلى التغذية المختلطة. هذه الاكتشافات مهمة لفهم تطور الطحالب الخضراء والنباتات والطحالب الحمراء، والتي تعد أهم المنتجين الأساسيين في جميع أنحاء العالم.